# Astragalus fissuralis
Astragalus fissuralis är en ärtväxtart som beskrevs av F.N.Alex. Astragalus fissuralis ingår i släktet vedlar, och familjen ärtväxter. Inga underarter finns listade i Catalogue of Life.